# Касьянов Михайло Михайлович
Михáйло Михáйлович Касья́нов (рос. Михаил Михайлович Касьянов; нар. 8 грудня 1957 року, Солнцево, Московська область, РРФСР, СРСР) — російський політик. Голова політичної партії ПАРНАС з 5 липня 2015 до 25 травня 2023 року.
Голова уряду Російської Федерації (з 17 травня 2000 за 24 лютого 2004 року)..

## Життєпис
1974—1976 — навчання в Московському автомобільно-дорожньому інституті (МАДІ).
1976—1978 — служба в армії.
1978—1981 — працював старшим техніком, потім інженером у Всесоюзному проектному і науково-дослідному інституті промислового транспорту Держбуду СРСР.
1981—1990 — працював інженером, економістом, головним фахівцем, начальником підвідділу відділу зовнішньоекономічних зв'язків Держплану РРФСР.
1981 — закінчив московський автомобільно-дорожній інститут, отримана спеціальність — «інженер-будівельник».
1987 — закінчив Вищі економічні курси при Держплані СРСР.

## У Мінекономіки і Мінфіні
1990—1991 начальник підвідділу Управління зовнішньоекономічних зв'язків Державного комітету економіки РРФСР.
1991 — заступник начальника відділу, потім начальник відділу Управління зовнішньоекономічної діяльності Мінекономіки РФ.
1992—1993 — начальник підвідділу звідного відділу зовнішньоекономічних зв'язків Міністерства економіки РФ.
1993—1995 — обіймає посаду керівника Департаменту іноземних кредитів і зовнішнього боргу, потім начальника Департаменту іноземних кредитів і зовнішнього боргу, член колегії Міністерства фінансів РФ.
1995—1999 — перший заступник міністра фінансів РФ.

## Міністр фінансів
Вперше обійняв посаду міністра фінансів в уряді Сергія Степашина, в травні 1999, і зберіг цей пост при формуванні уряду Володимира Путина в серпні того ж року.
Червень 1999 — став членом Ради безпеки РФ.
Січень 2000 — перший заступник Голови Уряду РФ, міністр фінансів РФ (у зв'язку з тим, що Голова Уряду РФ Володимир Путін одночасно виконував обов'язки Президента РФ, фактично очолював уряд).
Починаючи з 2000 (дня інавгурації Путіна, вибраного Президентом) — виконувач обов'язків голови уряду РФ, міністр фінансів РФ.

## Прем'єр-міністр Росії
17 травня 2000 — призначений Головою Уряду Російської Федерації. Знаходився на цій посаді довше за інших пострадянських прем'єрів, поступаючись лише Віктору Черномирдіну.
У 2003 Касьянов зробив заяву про те, що вважає арешт розділу МФО «Менатеп», одного із співвласників компанії «ЮКОС» Платона Лебедєва «надмірною мірою».
Лютий 2004 — незадовго до президентських виборів відправлений у відставку з поста Голови Уряду Російської Федерації разом з урядом за рішенням президента.

## Політична діяльність після відставки
Протягом року після відставки не робив абсолютно ніяких заяв і не брав участь в суспільному житті, зайнявся аналітичною і консультаційною діяльністю.
У лютому 2005, рівно через рік після відставки, Касьянов почав виступати із заявами про «уповільнення економічного зростання» Росії і про те, що, на його думку, «країна йде в неправильному напрямі» — до «реставрації радянського ладу з елементами держкапіталізму». При цьому він звинуватив російську владу в демонтажі «демократичних основ конституційного ладу» (відміна виборів губернаторів регіонів і розділів муніципальних утворень, підвищення до 7 % «прохідного» бар'єру для партій на виборах в Думу) і заявив, що в Росії немає ні розділення влад, ні незалежної судової системи, ні свободи ЗМІ, ні захисту приватної власності. Ці заяви змусили спостерігачів говорити про те, що Касьянов прилучився до ліберальної опозиції Путіну і може виступити як лідер об'єднаної демократичної опозиції на наступних думських (2007) і президентських (2008) виборах. Можливо, саме цим була викликана хвиля компрометуючих матеріалів у відношенні Касьянова, піднята в певних органах ЗМІ.
У липні 2005 депутат Державної думи (фракція «Єдина Росія») Олександр Хінштейн — скандальний журналіст, відомий тим, що з його допомогою протягом багатьох років вдавалися до гласності компрометуючі матеріали на крупних чиновників і політиків, виступив з черговими звинуваченнями — цього разу, на адресу Михайла Касьянова. За його словами, Касьянов, при перебуванні прем'єром, приватизовував в 2003 році за заниженою ціною колишню державну дачу члена Політбюро ЦК КПРС Михайла Суслова.
Опубліковані матеріали були використані Генпрокуратурою як привід для порушення кримінальної справи по ст. 165 частина 3 («спричинення майнового збитку в особливо крупному розмірі шляхом обману або зловживання довірою»).
Публікація матеріалів і повідомлення Генпрокуратури про порушення кримінальної справи збіглися за часом з перебуванням Касьянова за кордоном. Можливо, передбачалося, що він скористається цим і не повернеться до Росії, проте екс-прем'єр повернувся до Москви і зробив різку заяву (цитується по газеті «Комерсант» від 26 липня 2005): «Я повернувся до Москви, незважаючи на погрози, що звучать в мою адресу. У мене немає ніяких сумнівів в тому, що планомірно розгорнена наклепницька кампанія по моїй дискредитації, заснована на брехні і перекручуванні фактів, знаходиться в рамках загальної стратегії влади по повній зачистці політичного поля. Результати реалізації такої стратегії в наявності — зростаючі суспільне відчуження і невпевненість громадян в своєму майбутньому, уповільнення економічного зростання на тлі рекордних експортних цін і неухильне падіння міжнародного авторитету Росії. Створення умов для реального, небутафорського політичного процесу, що припускає публічне обговорення різних точок зору з приводу ситуації в країні і свободу вибору між ними, — це те завдання, над яким я продовжу працювати».

## Підготовка до виборів президента в 2008 році
У вересні 2005 Михайло Касьянов знову заявив про свій намір брати участь в президентських виборах і виступив з критикою діяльності російської влади.
У жовтні 2005 року, Касьянов в інтерв'ю британській ліберальній газеті The Guardian, зокрема, сказав, що «використовує величезні доходи від високих цін на нафту для модернізації трубопроводів. Такі проекти допоможуть понизити ринкові ціни на нафту і газ». Михайло Касьянов також вважає, що «справедлива ціна» нафти становить 20-25 доларів за барель.
У листопаді 2005 Касьянов заявив про намір очолити Демократичну партію Росії і спиратися на неї в ході своєї передвиборної кампанії. Для того, щоб перешкодити цьому, російська влада спішно організувала проведення «паралельного» з'їзду ДПР, на якому керівництво партією було передане якомусь Андрію Богданову.
8 квітня 2006 Касьянов очолив новий міжрегіональний рух «народно-демократичний союз». 1 липня 2006 рух перетворився в загальноросійський рух «Російський Народно-демократичний союз».
11-12 липня 2006 року брав участь в загальнонаціональному опозиційному форумі «Інша Росія», після чого увійшов до політичної наради «Іншої Росії», що ставить своєю за мету створення демократичної держави.
На II з'їзді РНДС, що пройшов 1-2 червня 2007 року, один з лідерів «Іншої Росії» — Едуард Лимонов заявив, що хотів би бачити Михайла Касьянова єдиним кандидатом від «Іншої Росії».
3 липня 2007 Касьянов заявив про вихід з коаліції «Інша Росія».
22 вересня 2007 р. Касьянов вибраний Головою політичної партії «Народ за демократію і справедливість».

## Політичні погляди
Критично ставиться до радянських лідерів. «У нас не було ефективних менеджерів, як нам намагаються піднести. У нас були ефективні вбивці та мучителі народу». Вважає неприпустимим пам'ятники Дзержинському, вважає, що тіло Леніна повинно бути винесено з мавзолею і поховано.
Не схвалює зовнішню політику Росії по відношенню до України. Зокрема, 10 квітня 2014 в інтерв'ю програмі «Особлива думка» на радіо «Ехо Москви» заявив, що Росія здійснила анексію Криму, що «де-факто Путін вкрав у жителів Криму можливість колись в майбутньому вирішувати свою долю через справжній референдум за погодженням з українською владою».
У вересні 2014 підписав заяву з вимогою «припинити агресивну авантюру: вивести з території України російські війська і припинити пропагандистську, матеріальну і військову підтримку сепаратистам на Південному Сході України»
У березні 2015, виступаючи в Європейському парламенті, заявив, що вважає правильним введення Заходом санкцій проти урядовців Росії.
У внутрішній політиці критикує корупцію, вважає, що нелегальна міграція є її наслідком.

## Знання мов
Володіє англійською та російською мовою.

## Родина
Одружений, має двох дочок.